# Rapey
Rapey – miejscowość i gmina we Francji, w regionie Grand Est, w departamencie Wogezy.
Według danych na rok 1990 gminę zamieszkiwało 21 osób, a gęstość zaludnienia wynosiła 7 osób/km² (wśród 2335 gmin Lotaryngii Rapey plasuje się na 1024. miejscu pod względem liczby ludności, natomiast pod względem powierzchni na miejscu 1175.).